# Avril 1878

## Événements
- Découverte des Iguanodons de Bernissart et extraction sous la supervision de Louis Dollo.

## Naissances
- 5 avril : Albert Champion, coureur cycliste français († 26 octobre 1929).
- 14 avril : John Walter Jones, premier ministre de l'Île-du-Prince-Édouard.
- 24 avril : Jean-Joseph Crotti, peintre suisse.
- 28 avril : 
  - Lionel Barrymore, acteur américain.
  - Jane Henriot, comédienne française.

## Décès
- 3 avril : Louis-Philippe Turcotte, historien.
- 25 avril : Anna Sewell, écrivaine anglaise (° 30 mars 1820).